# Les Chansons Neurotiques
Les Chansons Neurotiques è il secondo album di Neuroticfish, pubblicato nel 2002. A cantare la canzone Startup è Eva Spanyar.

## Tracce
1. Startup – 0:46
2. Reinvent the Pain – 5:14
3. Waste – 3:58
4. Prostitute – 4:12
5. Wake Me Up! – 5:11
6. Modulator – 5:10
7. Breakdown – 2:37
8. Darkness/Influence – 4:38
9. Stop and Go – 6:06
10. It's Not Me – 5:17
11. Inverse – 4:48
12. Need – 5:34
13. Velocity N2 – 4:36